# Eichenhain-Blütenspanner
Der Eichenhain-Blütenspanner (Eupithecia dodoneata), zuweilen auch als Kleiner Eichenspross-Blütenspanner oder Kleiner Eichen-Blütenspanner bezeichnet, ist ein Schmetterling (Nachtfalter) aus der Familie der Spanner (Geometridae).

## Merkmale

### Falter
Die Flügelspannweite der Falter beträgt 17 bis 24 Millimeter. Die Grundfarbe der Vorderflügel ist meist hellgrau, zuweilen leicht bräunlich überstäubt. Mehrere dunkelgraue Querlinien sind gewellt und oftmals doppelt angelegt. Die äußere Querlinie verläuft nahe dem Vorderrand mit einem scharfen, nach innen gerichteten Knick. Das Mittelfeld ist bei einigen Exemplaren aufgehellt und von schmalen dunklen Binden eingefasst. Der schwarze Mittelfleck hat eine ovale Form. Die Hinterflügel sind geringfügig heller als die Vorderflügel und haben ebenfalls mehrere dunkle Querlinien und einen kleinen schwarzen Mittelfleck.

### Ei, Raupe, Puppe
Das Ei hat zunächst eine weißliche, später eine braungelbe Farbe. Die Schalenskulptur ist mit sechseckigen Vertiefungen versehen, die von geraden Leisten eingefasst sind.
Erwachsene Raupen sind bräunlich und zeigen auf dem Rücken sehr deutliche rotbraune Dreiecksflecke, deren Spitze nach vorn gerichtet ist.
Die Puppe ist schwarzbraun gefärbt und mit zwei kräftigen und sechs dünnen Hakenborsten am Kremaster bestückt.

### Ähnliche Arten
Der Eichen-Blütenspanner (Eupithecia abbreviata) hat sehr ähnliche Zeichnungselemente. Diese Art ist jedoch im Durchschnitt größer (Flügelspannweite der Falter beträgt 18 bis 25 Millimeter), die Grundfarbe tendiert mehr zu graubraunen Tönungen und die Zeichnung ist oftmals undeutlicher. Wie bei vielen Blütenspanner-Arten sollte eine zuverlässige Bestimmung jedoch durch Spezialisten erfolgen, und auch eine genitalmorphologische Analyse ist zur eindeutigen Zuordnung anzuraten.

## Geographische Verbreitung und Vorkommen
Der Eichenhain-Blütenspanner ist in Europa weit verbreitet, er fehlt nur ganz im Norden und im äußersten Osten. Lokale Vorkommen gibt es in Kleinasien, dem Kaukasus sowie in  Marokko. In den Pyrenäen und den Alpen steigt er bis auf Höhen von 1000 Metern. Die Art bevorzugt trockene Eichen- und Eichenmischwälder.

## Lebensweise
Die Falter sind dämmerungs- und nachtaktiv und fliegen früh im Jahr in einer Generation im April und Mai. Zuweilen saugen sie an den Blüten von Doldenblütlern (Umbelliferae). Sie erscheinen auch an künstlichen Lichtquellen. Die Raupen leben im Juni und Juli und ernähren sich von verschiedenen Eichenarten (Quercus), zunächst von den jungen Trieben, später von den Blüten. Die Puppen überwintern.

## Gefährdung
In Deutschland kommt der Eichenhain-Blütenspanner in allen Bundesländern vor und wird auf der Roten Liste gefährdeter Arten als „nicht gefährdet“ geführt. In den Bundesländern Rheinland-Pfalz, Baden-Württemberg und Thüringen gilt er jedoch als „gefährdet“ sowie in Niedersachsen, Nordrhein-Westfalen und Mecklenburg-Vorpommern als „stark gefährdet“.